# Phebalium squamulosum
Phebalium squamulosum  es una especie de arbusto o pequeño árbol perteneciente a la familia de las rutáceas. Es originaria del este de Australia.

## Descripción
Es un arbusto o pequeño árbol delgado, que alcanza un tamaño de 1 a 7 m de alto; los tallos con escamas oxidadas, llegando a ser glabros, lisos o verrugosos en raras ocasiones. Las hojas de 0.7-7 cm de largo, 1.5-8 mm de ancho,  plateado a marrón rojizo estrellado-tomentoso o con escamas por el envés, vena media prominente en la superficie inferior. Las inflorescencias sésiles o poco pedunculadas; pedicelos de 3-8 mm de largo con una bráctea basal minutos. Los pétalos  de 2.2-4.5 mm de largo, de color pálido a amarillo intenso en el interior y con escamas plateadas oxidadas en el exterior.

## Distribución y hábitat
Se encuentra  principalmente en el bosque esclerófilo seco y cálido en piedra arenisca, en Nueva Gales del Sur y Queensland.

## Cultivo
Phebalium squamulosum se cultiva como un arbusto con flores ornamentales. La especie es tolerante a las heladas y se comporta mejor en un medio bien drenado, prefiere sombra parcial con una zona fría y la raíz húmeda.

## Taxonomía
Phebalium squamulosum fue descrita por Étienne Pierre Ventenat y publicado en Jardin de la Malmaison 102, t. 102, en el año 1805.
Subespecies aceptadas
Tiene las siguientes subespecies reconocidas:
- P. squamulosum subsp. alpinum (Benth.) Paul G.Wilson - Alpine Phebalium
- P. squamulosum subsp. argenteum Paul G.Wilson - Silvery Phebalium
- P. squamulosum subsp. coriaceum Paul G.Wilson
- P. squamulosum subsp. gracile Paul G.Wilson
- P. squamulosum subsp. lineare Paul G.Wilson
- P. squamulosum subsp. ozothamnoides (F.Muell.) Paul G.Wilson
- P. squamulosum Vent. subsp. squamulosum - Forest Phebalium
- P. squamulosum subsp. verrucosum Paul G.Wilson

Sinonimia
- Eriostemon alpinus F.Muell.
- Eriostemon elaeagnifolius Baill.
- Eriostemon lepidotus Spreng[6]
- Phebalium aureum A.Cunn.
- Phebalium elaeagnifolium A.Juss.[7]